# 안동 광음동 분청사기요지
안동 광음동 분청사기요지(安東 光音洞 粉靑砂器窯址)는 경상북도 안동시 남후면 광음리에 있는 분청사기 요지이다. 1979년 12월 18일 경상북도의 기념물 제28호로 지정되었다.

## 개요
요지는 자기나 기와, 그릇들을 만들어 굽던 가마터를 말한다.
광음리 야산의 남쪽 기슭에 있으며 조선 전기 분청인화문 상감사기를 굽던 곳이다. 선조 41년(1608)에 편찬된 경상도 안동부 읍지인 『영가지(永嘉誌)』에는 광음 흙항아리의 생산지가 안동관아에서 25리 떨어진 곳에 있으며 ‘그릇은 화려하고 색은 붉다’고 기록되어 있다. 가마터에는 당시 사용했던 백토원료가 남아있으며, 버려진 사기조각은 조그마한 언덕을 이루고 있다.
광음동 분청사기 가마터는 우리나라 도자사 연구에 중요한 자료가 되는 곳이다.

## 참고 문헌
- 안동광음동분청사기요지 - 국가유산청 국가유산포털